# Clima glaciale

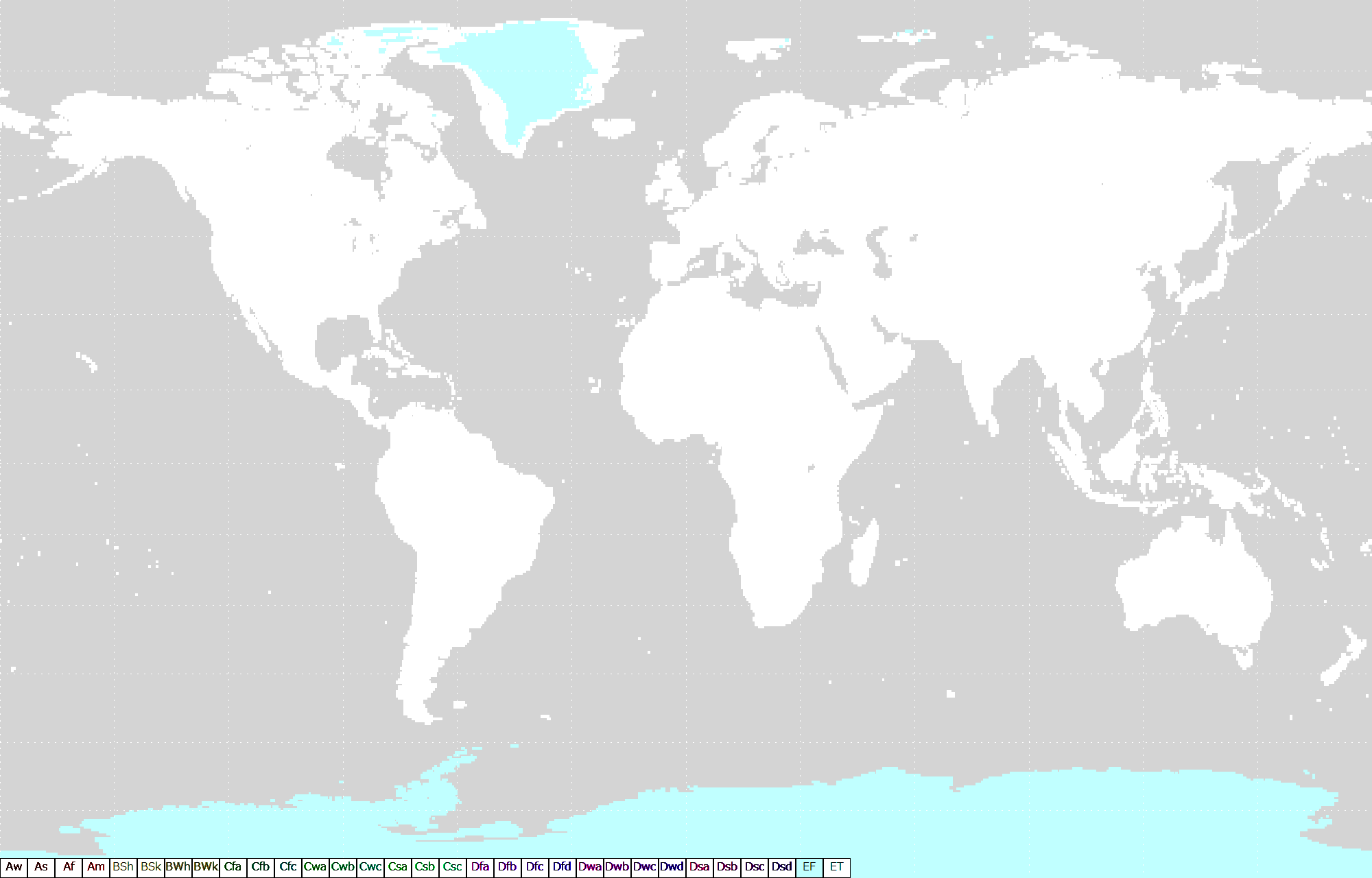
Zone della Terra caratterizzate dal clima glaciale

Il clima glaciale (o del gelo perenne) è il più freddo dei climi terrestri. Secondo la classificazione dei climi di Köppen si abbrevia con EF. Si trova principalmente nella parte interna della Groenlandia, nelle zone artiche più prossime al Polo Nord e nella massima parte dell'Antartide. Al di fuori di queste aree, è il clima tipico dei ghiacciai montani. Le regioni sono caratterizzate da distese di ghiacci e nevi perenni e da un vento catabatico spesso impetuoso.

## Descrizione
Il clima glaciale ha temperature medie del mese più caldo inferiori a 0 °C; solo in alcune zone dell'Oceano Artico la temperatura può salire a circa 1 °C, quindi il periodo del disgelo è pressoché assente così come la vegetazione. 
In inverno le temperature medie possono scendere facilmente sotto i −50 °C: a Vostok, la temperatura media di agosto (il mese più freddo) è di −71 °C e quella di febbraio (il mese meno freddo) è di −33 °C, per una media annua di −56 °C. 
A causa delle alte pressioni antartiche, l'inversione termica è molto accentuata. Anche l'interno della Groenlandia raggiunge temperature medie annue bassissime, inferiori a −30 °C e comprese tra estremi inferiori rispettivamente a −50 °C in febbraio e −10 °C in luglio.